# Гокли
Гокли (рут. Gokli) — горная вершина в Рутульском районе Дагестана. Расположена на хребте Большого Кавказа. Высота над уровнем моря составляет 4047 метров.
Самая высокая гора Рутульского района.
Гора расположена в местности, покрытой лесами. На склонах растут преимущественно хвойные виды деревьев, которые служат пристанищем для популяций горных быков (туров).
На юго-западном склоне горы имеется большой участок (фирновое поле) со слежавшимся нетающим снегом, похожим по структуре на ледяную крошку.

## Этимология
Происхождение названия неизвестно.

### Климат
Средняя годовая температура 0 °C, января -8 °C, июля - 12 °C.
Осадков - 1000 мм в год..

### Почвы
Почвы - горно-луговые. Склоны сильно подвержены водной эрозии..
Содержание гумуса в почве высокое..